# Trachyspermum stewartii
Trachyspermum stewartii är en växtart i släktet Trachyspermum och familjen flockblommiga växter.
Arten är en perenn ört som förekommer i norra Pakistan och västra Himalaya. Den beskrevs som Pituranthos stewartii av Stephen Troyte Dunn 1924, och fick sitt nu gällande namn av Ian Charleson Hedge, Jenifer M. Lamond och Karl Heinz Rechinger 1987.